# Antonín Kvapil
Antonín Kvapil (* 25. května 1854, Cerhenice - † 12. ledna 1912, Brandýs nad Labem) byl český středoškolský profesor, překladatel z latiny a autor prací o dějinách antického Říma. Pod pseudonymem Bohuslav Záborský publikoval též popularizační přírodovědné publikace pro mládež.

## Život
Narodil se v Cerhenicích nedaleko Kolína, v letech 1868–1876 vystudoval gymnázium v Praze. Po maturitě absolvoval jednoroční dobrovolnickou službu v rakousko-uherské armádě, po níž nastoupil na studia klasické filologie. Před začátkem školního roku 1879 přijal na gymnáziu v Hradci Králové pozici pomocného učitele, z níž byl dle záznamů v ročence gymnázia uvolněn před začátkem školního roku 1881/1882 oficiálně z důvodu přípravy na státní zkoušky. V průběhu prázdnin roku 1880 u něj propuklo nervové onemocnění a byl umístěn v psychiatrickém ústavu v Kosmonosech. Po propuštění z léčebny dokončil v roce 1883 vysokoškolská studia a nastoupil na zkušební rok na akademické gymnázium v Praze. Když zde neuspěl se získáním stálého učitelského místa, věnoval se překladům římských klasiků a psaní knih z antické historie. V letech 1892–1893 vydal dvousvazkové dějiny Říma, pod pseudonymem Bohuslav Záborský pak v letech 1894–1896 vydal ve vydavatelství I. L. Kobera tři zoologické svazky popularizační přírodovědné publikace Malý Brehm (části Ssavci, Ptáci a Plazi, poslední svazek Rostlinopis z roku 1897 napsal Jan John). Publikoval též řadu článků v časopisech Krok a Světozor. V roce 1894 nastoupil na stálé místo nejprve suplujícího a od roku 1898 provizorního učitele na gymnáziu v Třebíči, v roce 1902 přestoupil na pozici skutečného učitele na gymnázium ve Strážnici. V roce 1910 se z důvodu nervové choroby musel odebrat na dočasný odpočinek, žil na Královských Vinohradech, později pobýval v Brandýse nad Labem, kde v lednu 1912 zemřel. Měl manželku a dvě děti.

### Překlady
- Kornelia Nepota životopisy výtečných vojevůdců, 1890[11]
- Marka Tullia Cicerona Kato starší čili O stáří, 1890[12]
- Gaja Julia Caesara Zápisky o válce Gallské, 1917
- Tita Livia Od založení města (Kniha I.), 1912[13]

### Vlastní díla
- Řím: počátky, vzrůst a pád veleříše římské
  - Svazek I. Od nejstarších dob do konce válek punských, 1892[14]
  - Svazek II. Světovláda a pád, 1893[15]
- Malý Brehm : vylíčení života a vlastností zvířat[5]
  - Svazek I. Ssavci, 1894
  - Svazek II. Ptáci, 1895
  - Svazek III. Plazi, 1896
- Krátký výklad a obrazy k dějinám starověké vzdělanosti, 1898[16]